# 道の駅うすい
道の駅うすい（みちのえき うすい）は、福岡県嘉麻市にある福岡県道90号穂波嘉穂線の道の駅である。

## 沿革
- 2005年（平成17年）11月5日：開駅

## 施設
- 駐車場
  - 普通車：170台
  - 大型車：3台
  - 身障者用：2台
- トイレ
  - 男：大 2器（2器）、小 4器（4器）
  - 女：6器（5器）
  - 身障者用：2器（1器）

※（）内は、24時間利用可能
- 公衆電話
- 公衆FAX
- レストラン「めん代官 喜十郎」
- 喫茶店「カフェポワール」
- 物産販売所

### 管理
- 株式会社うすい（指定管理者制度により運営）

## 休館日
- 第3水曜日
- 年始

## アクセス
- 福岡県道90号穂波嘉穂線 - 登録路線

## 周辺
- 嘉麻市役所碓井庁舎
- 織田廣喜美術館